# Deborah Borda
Deborah A. Borda (* 15. Juli 1949 in New York) ist eine US-amerikanische Violinistin und Musikmanagerin. Sie war in leitenden Positionen bei mehreren renommierten US-amerikanischen Orchestern tätig, darunter das Los Angeles Philharmonic und die San Francisco Symphony. Seit 2017 ist sie Präsidentin und CEO der New Yorker Philharmoniker und seit 2018 gewähltes Mitglied der American Academy of Arts and Sciences.

## Leben
Nach dem Umzug ihrer Familie von New York nach Boston trat Deborah Borda dort als Zwölfjährige dem Jugendsinfonieorchester Greater Boston Youth Symphony Orchestra bei. In dieser Zeit übte sie drei bis vier Stunden täglich auf der Violine. Nachdem sie 1971 das Bennington College, ein privates Liberal-Arts-College in Vermont, mit einem BA in Musik abgeschlossen hatte, studierte sie in England an der Londoner Musikhochschule Royal College of Music in Kensington (London). Anschließend zog sie nach Greenwich Village und begann, als freie Mitarbeiterin für verschiedene Orchester, für eine Broadway-Show und beim Ballett zu spielen. Zudem war sie Mitglied eines Streichquartetts und organisierte dessen Verträge und Auftritte.
Im Sommer 1976 wurde Borda Assistentin des Planungsdirektors des Marlboro Music Festivals, wo sie lernte, ihre organisatorischen Fähigkeiten mit ihrer Liebe zur Musik zu kombinieren. Danach war sie bei der Handel and Haydn Society in Boston und als General Manager und Artistic Administrator bei der San Francisco Symphony tätig. 
Als President und Managing Director wechselte sie 1986 zum Saint Paul Chamber Orchestra in Saint Paul (Minnesota). Später übernahm sie dieselben Aufgaben beim Detroit Symphony Orchestra.
Einem Ruf aus New York folgend, ging sie Anfang 1990 als Executive Director zu den New Yorker Philharmonikern und organisierte dort unter anderem 1992 ein innovatives Programmkonzept für die Feierlichkeiten zum 150. Gründungsjubiläum des Orchesters.
Nach fast zehn Jahren ging Borda am 1. Januar 2000 als Executive Vice President und Managing Director nach Los Angeles zur Los Angeles Philharmonic Association. Während ihrer Zeit in Los Angeles entwickelte Borda einen strategischen Plan für den Bau und die Finanzierung der neuen Walt Disney Concert Hall, die der Stararchitekt Frank Gehry entworfen hatte. Nach deren Eröffnung wurde sie im Oktober 2003 zum President und Chief Executive Officer des Los Angeles Philharmonic Orchestra befördert. „Zu Ehren von Deborah Bordas anhaltenden Erfolgen mit dem Los Angeles Philharmonic“ errichtete der Investor und Philanthrop David Bohnett 2014 den David C. Bohnett Presidential Chair, dessen erste Inhaberin Borda wurde.
Nach 17 Jahren in Los Angeles kehrte Borda 2017 als President und CEO an das New York Philharmonic zurück. 

## Engagement für Frauen in der Musik
Borda ist Vorsitzende der Jury eines neuen internationalen Dirigier-Wettbewerbs, bei dem nur Frauen zugelassen sind. Dieser Dirigentinnen-Wettbewerb mit dem Namen „La Maestra“ fand erstmals im März 2020 in Paris statt und wird im Zweijahres-Rhythmus fortgeführt.
Ebenfalls im Jahr 2020 startete Borda mit den New Yorker Philharmonikern das Projekt 19, eine mehrjährige Initiative zum Gedenken an den 100. Jahrestag des 19. Verfassungszusatzes, durch den Frauen in den Vereinigten Staaten 1920 das Wahlrecht erhielten. Im Rahmen dieses Projekts wurden bei 19 Komponistinnen 19 neue Werke in Auftrag gegeben. Es ist das größte Projekt in der Geschichte des Orchesters, bei dem ausschließlich Frauen beauftragt wurden.

## Auszeichnungen und Ehrungen (Auswahl)
- 2007: John C. Argue Dickens Medal of Honor (Ehrenmedaille der University of Southern California)[9]
- 2015: Charles Flint Kellogg Award in Arts and Letters (Auszeichnung des Bard College)[10]
- 2017: Ehrendoktorwürde des Curtis Institute of Music, Philadelphia[11]
- 2018: Mitglied der American Academy of Arts and Sciences[12]
- 2019: „Woman of Influence“ des New York Business Journal[13]
- 2021: Ehrendoktorwürde der Manhattan School of Music, New York[13]
- 2021: Ehrendoktorwürde des New England Conservatory of Music, Boston[13]